# Α-L-フコシダーゼ
α-L-フコシダーゼ(Alpha-L-fucosidase、EC 3.2.1.51)は、以下の化学反応を触媒する酵素である。
α-L-フコシド + 水 {\displaystyle \rightleftharpoons } L-フコース + アルコール
従って、この酵素の基質はα-L-フコシドと水、生成物はL-フコースとアルコールである。
この酵素は加水分解酵素、特にO-及びS-グリコシル化合物を加水分解するグリコシダーゼに分類される。系統名は、α-L-フコシド フコヒドロラーゼ( alpha-L-fucoside fucohydrolase)である。この酵素は、n-グリカンの分解に関与している。
この酵素の欠乏症は、フコシドーシスと呼ばれる。
CAZyでは、GHファミリー29及び95で見られる。

## 構造
2007年末現在で、3つの構造が解かれている。蛋白質構造データバンクのコードは、1HL8、1HL9、1ODUである。

## 関連文献
- Levvy GA and McAllan A (1961). “Mammalian fucosidases. 2. α-l-Fucosidase”. Biochem. J. 80 (2):  435–439. PMC 1244021. PMID 13761578.
- Reglero A, Cabezas JA (1976). “Glycosidases of molluscs. Purification and properties of alpha-L-fucosidase from Chamelea gallina L”. Eur. J. Biochem. 66 (2):  379–87. doi:10.1111/j.1432-1033.1976.tb10527.x. PMID 7458.
- Tanaka K, Nakano T, Noguchi S, Pigman W (1968). “Purification of alpha-L-fucosidase of abalone livers”. Arch. Biochem. Biophys. 126 (2):  624–33. doi:10.1016/0003-9861(68)90449-9. PMID 5672520.